# Bartolomé Martí
Bartolomé Martí (ur. w 1430 albo 1440 w Walencji, zm. 25 marca 1500 w Rzymie) – hiszpański kardynał.

## Życiorys
Urodził się w 1430 albo 1440 roku w Walencji. W młodości został szambelanem papieskim. 27 września 1473 roku został wybrany biskupem Segorbe. W 1498 roku zrezygnował z diecezji, na rzecz swojego bratanka, jednak po jego śmierci rok później, ponownie został biskupem. W 1492 roku został majordomusem Pałacu Apostolskiego. 19 lutego 1496 roku został kreowany kardynałem prezbiterem i otrzymał kościół tytularny Sant'Agata alla Suburra. W latach 1499–1500 był kamerlingiem Kolegium Kardynałów. W 1499 roku został biskupem Toul. Zmarł 25 marca 1500 roku w Rzymie.